# Breitenbach am Inn
Breitenbach am Inn är en ort och kommun i distriktet Kufstein i förbundslandet Tyrolen i Österrike. Den ligger vid floden Inn.
Kommunen består av fyra orter (Ortschaften) (inom parentes invånarantal 1 januari 2024):
- Breitenbach am Inn (2 186)
- Haus (398)
- Kleinsöll (525)
- Schönau (455)